# Töcknig höstmätare
Töcknig höstmätare (Epirrita dilutata) är en fjärilsart som först beskrevs av Michael Denis och Ignaz Schiffermüller 1775. Enligt Dyntaxa ingår Töcknig höstmätare i släktet Epirrita men enligt Catalogue of Life är tillhörigheten istället släktet Oporinia. Enligt båda källorna tillhör Töcknig höstmätare familjen mätare, Geometridae. Arten är reproducerande i Sverige. Inga underarter finns listade i Catalogue of Life,

## Bildgalleri

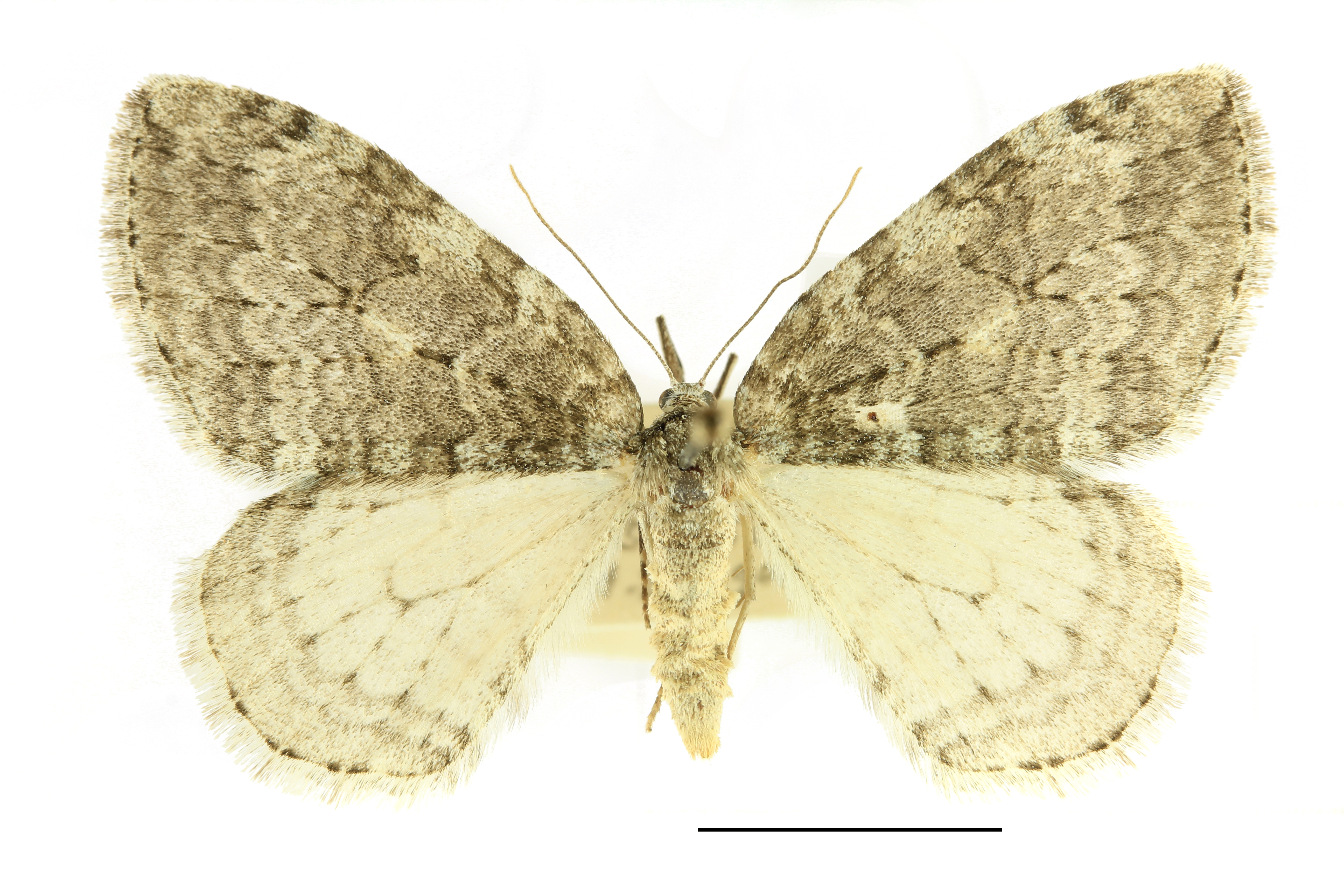
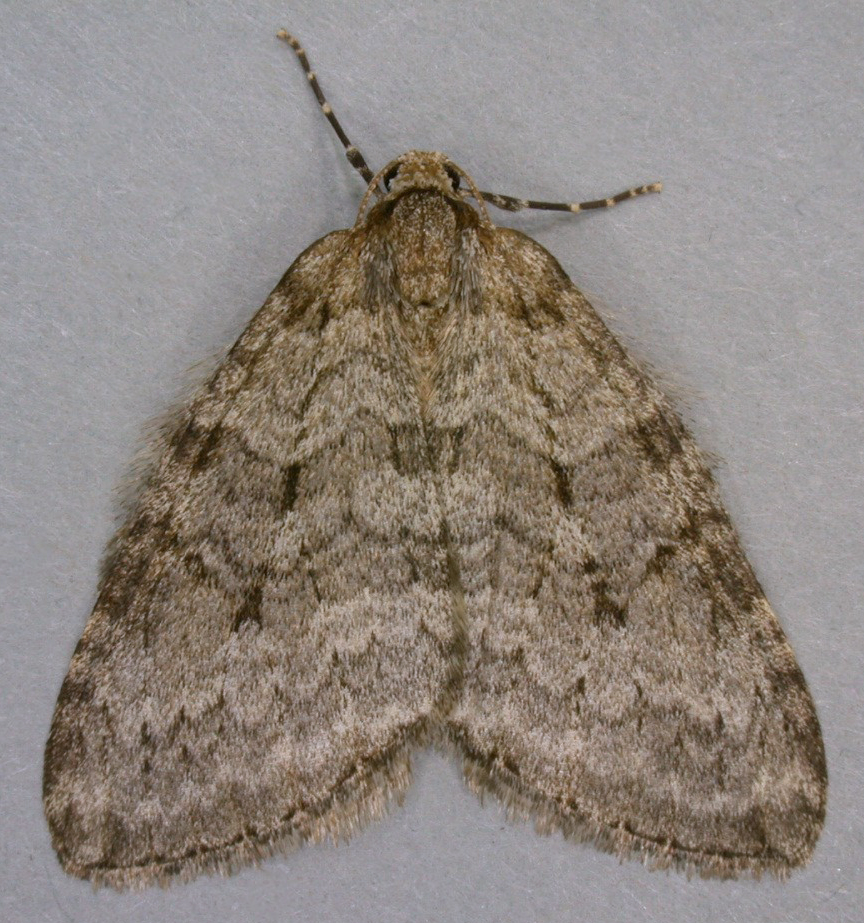
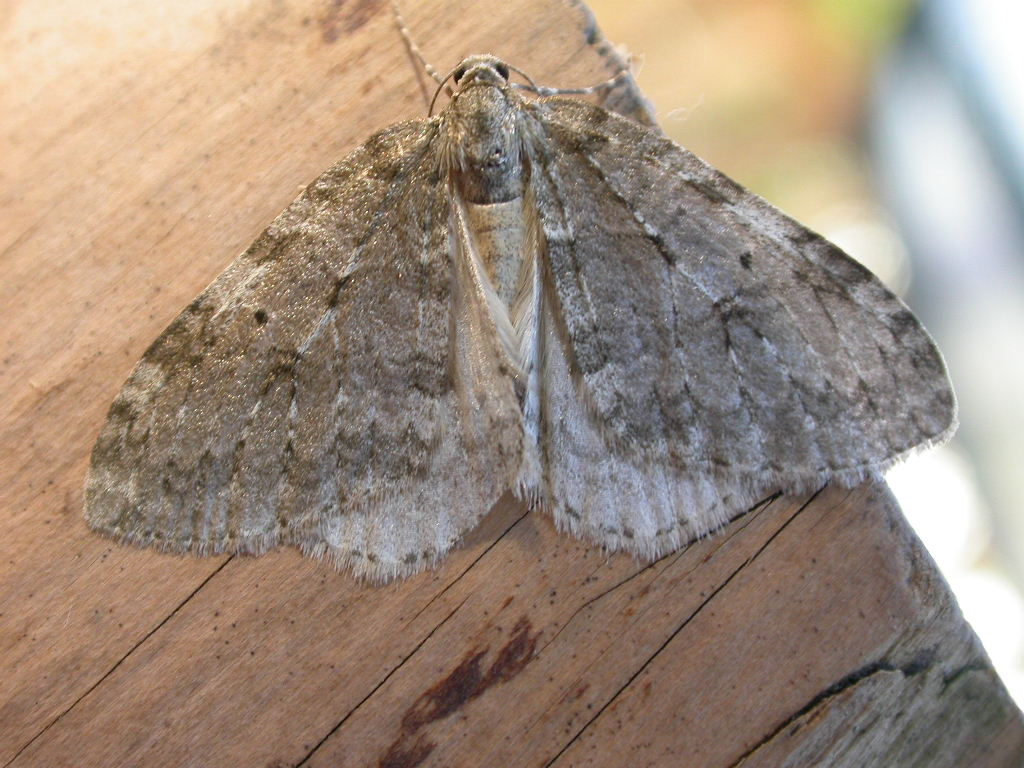